# Stein Valley Nlaka'pamux Heritage Park
Stein Valley Nlaka'pamux Heritage Park är en park i Kanada.   Den ligger i provinsen British Columbia, i den södra delen av landet, 3 400 km väster om huvudstaden Ottawa. Stein Valley Nlaka'pamux Heritage Park ligger 1 761 meter över havet.
Terrängen runt Stein Valley Nlaka'pamux Heritage Park är bergig. Trakten runt Stein Valley Nlaka'pamux Heritage Park är nära nog obefolkad, med mindre än två invånare per kvadratkilometer.. Det finns inga samhällen i närheten.
I omgivningarna runt Stein Valley Nlaka'pamux Heritage Park växer i huvudsak barrskog.